# Rouville (Seine-Maritime)
Rouville település Franciaországban, Seine-Maritime megyében. Lakosainak száma 612 fő (2022. január 1.). Rouville Bernières, Hattenville, Nointot, Raffetot, Saint-Maclou-la-Brière, Tocqueville-les-Murs és Yébleron községekkel határos.

## Népesség
A település népessége az elmúlt években az alábbi módon változott:
| Lakosok száma | 628  | 638  | 641  | 617  | 607  | 605  | 607  | 610  | 612  |
|               | 2013 | 2015 | 2016 | 2017 | 2018 | 2019 | 2020 | 2021 | 2022 |